# Indopazifischer Ammenhai
Der Indopazifische Ammenhai (Nebrius ferrugineus) (engl.: tawny nurse shark) ist ein Hai der im Gebiet des Roten Meeres bis Südafrika, Australien und den Gesellschaftsinseln und in Tiefen zwischen 1 m und 40 m anzutreffen ist.
Ein weiterer allerdings wissenschaftlich ungültiger Name der Art ist Nebrius concolor.
Er ist bei Geburt ca. 40 cm lang und kann Größen bis zu 320 cm erreichen.
Die Fortpflanzung erfolgt wie bei den meisten Knorpelfischen und allen anderen Ammenhaien ovovivipar (Dottersack-Viviparie auch aplazentale Viviparie) also lebendgebärend mit einer Wurfgröße von bis zu 8 Jungtieren.
Wie bei allen Ammenhaien besitzt er Nasenbarteln, sind der 4. und 5. Kiemenspalt sehr nahe beieinander, ist die 2. Rückenflosse gut erkennbar vor der Afterflosse, besitzt er Furchen zwischen Nase und Maul und ist das Maul relativ klein und sitzt deutlich vor den Augen.
Er zeichnet sich durch seine spitzen Rücken- und Brustflossen, wobei letztere sichelförmig sind, aus und ist als adultes (geschlechtsreifes) Tier einfarbig gelbbraun, als Juvenil (Jungtier) unten gefleckt.
Der Lebensraum umfasst Korallenriffe, insbesondere Lagunen, Flachriffe, Kanäle und Riffhänge. Die Jungtiere verstecken sich oft in seichten Lagunen und Riffspalten.
Zur Beute des nachtaktiven Jägers gehören diverse Wirbellose, wie z. B. Seeigel, Langusten, Krabben, Kraken oder Kalmare aber auch Knochenfische und Seeschlangen.
Bei der Jagd zeigt er das für Ammenhaie typische Verhalten des Saugfressen wobei der Ammenhai in Spalten oder unter Geröll versteckte Beute einfach heraussaugt.
Bei der Suche nach versteckter Beute helfen wie bei den anderen Ammenhaien auch seine Barteln, die Geschmackszellen tragen.
Tagsüber legt er sich gerne in Höhlen, oder schwimmt an der Oberfläche. Manchmal finden sich größere Gruppen eng aneinandergedrängt am Grund zum Schlaf zusammen.
Der Indopazifische Ammenhai zeigt ein ausgeprägtes Territorialverhalten und kehrt nach der Jagd gewöhnlich an seinen gewohnten Ruheplatz zurück.
Der Hai gilt wie alle Ammenhaie generell als harmlos und sehr ruhig, soll sogar auf einigen Südseeinseln von Kindern beim Spiel als Reittier genutzt werden und ist bei Tauchtouristen aufgrund seiner „Zutraulichkeit“ und „Friedlichkeit“ sehr beliebt.
Trotzdem sind auch unprovozierte Angriffe auf Menschen bekannt, bei denen der angreifende Hai sich an seinem Opfer ausdauernd festbeißt.